# Перуанский референдум по Национальному фонду жилья (2010)
Референдум по Национальному фонду жилья в Перу проходил 3 октября 2010 года. Предложение о возмещении денег вкладчикам фонда было одобрен 66% голосов.

## Предвыборная обстановка
Национальный фонд жилья (исп. Fondo Nacional de Vivienda, FONAVI) был создан перуанским правительством 30 июня 1979 года как фонд жилищного строительства, в который все работающие должны были вносить свой вклад. Однако позже президент Альберто Фухимори распустил фонд, стоимость которого достигла 9,565 млрд. перуанских солей, чтобы погасить государственный долг. 21 января 2002 года Конституционный суд объявил роспуск фонда незаконным.
Бывшие вкладчики собрали 2,3 млн подписей за закон о возмещении денег, из которых 1 532 551 подписей было подтверждено. Тем не менее, Национальная избирательная комиссия заявила в 2006 году, что референдум невозможен, поскольку Статья № 32 Конституции запрещает референдумы по налоговым вопросам. 3 сентября Конституционный суд постановил, что Национальный фонд жилья не является налогом и что референдум соответствует закону. Однако Национальная избирательная комиссия продолжала отказываться от проведения референдума. Конституционный суд подтвердил своё решение 1 августа 2008 года и постановил, что Национальная избирательная комиссия должна назначить дату голосования. Ещё одно постановление суда было вынесено 7 октября 2008 года, а затем вновь 1 мая 2009 года. В 2009 году было решено провести референдум одновременно с местными выборами в 2010 года.

## Результаты
| Выбор                                                                           | Голоса     | %     |
| ------------------------------------------------------------------------------- | ---------- | ----- |
| «За»                                                                            | 9 115 867  | 66,47 |
| «Против»                                                                        | 4 597 659  | 33,53 |
| Недействительных/пустых бюллетеней                                              | 2 654 792  | –     |
| Всего                                                                           | 16 368 318 | 100   |
| Зарегистрированных избирателей/Явка                                             | 19 595 277 | 83,53 |
| Источник: Direct Democracy Архивная копия от 18 августа 2019 на Wayback Machine |            |       |